# Eppo Bruins

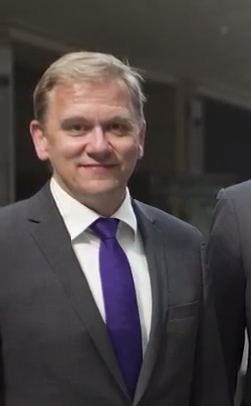
Eppo Bruins (2017)

Eppo Egbert Willem Bruins (* 19. September 1969 in Apeldoorn) ist ein niederländischer Politiker und Physiker, der von 2015 bis 2021 für die ChristenUnie (CU) Mitglied des Repräsentantenhauses war. Seit Juli 2024 ist er Minister für Bildung, Kultur und Wissenschaft im Kabinett Schoof.
Vor seiner Tätigkeit im Parlament war Bruins von 2007 bis 2015 Direktor der Technologiestichting STW. Von 2022 bis 2024 war er Vorsitzender des Beirats für Wissenschaft, Technologie und Innovation (AWTI).